# Château d'Aubigny (Moselle)
Pour les articles homonymes, voir château d’Aubigny.
Le château d'Aubigny est situé sur l’ancienne commune de la Moselle d’Aubigny rattachée à la commune de Coincy après la Révolution.
Le château d’Aubigny, avec sa cour et les dépendances adjacentes, ainsi que le jardin, avec leurs murs de clôture et portails, fait l’objet d’une inscription au titre des monuments historiques depuis le 30 juillet 1993.

## Histoire
Le château d’Aubigny et sa ferme sont mentionnés dans les archives dès le début du XVe siècle. La seigneurie d’Aubigny est tenue de 1404 à 1701 par les familles de Vy et de Roucel. En 1682, Jean-Nicolas de Roucel, dans son aveu et dénombrement présenté à la chambre royale de Metz, précisa qu’il y possédait une maison forte.
Le château fut dévasté par les « Suédois » en 1630 pendant la guerre de Trente Ans et reconstruit au XVIIIe siècle.
Au XVIIIe siècle, la seigneurie passa aux familles Clinchant d’Aubigny et de Baignault, puis à la famille Le Duchat d'Aubigny qui était encore propriétaire du château au début du XIXe siècle. En 1814, la famille de Belchamps  hérite le château (par échange avec le domaine de la Grange-aux-Bois). En 1830, madame de Belchamps fait supprimer les tours du château et refait la salle à manger. Elle meurt subitement en juillet 1869.
Pendant la guerre de 1870, le château est transformé en hôpital prussien. Un film Aubigny, Mémoires de 1870 relatant de cette période a été réalisé par les descendants des Belchamps. François-Nicolas-Félix de Belchamps décède en 1893 et laisse deux filles dont la seconde se mariera à un militaire, officier du général Mac Mahon à Alger, M. de Vaugrenant. Leur fille Marguerite, né en 1867, hérite à la mort de M. de Vaugrenant en 1920 du domaine. Elle épousera le général de Cugnac. Le général de Cugnac est originaire des Deux-Sèvres, c’est lui qui commanda pendant la Première Guerre mondiale, la 77e division d’infanterie alors que son épouse était en garnison à Paris. Il devint président départemental du Souvenir français et de la Fédération des sociétés sportives de la Moselle. En cette dernière qualité, il reçut à Aubigny, lors des fêtes données à Metz, les maréchaux Lyautey et Foch. Il mena ce dernier faire un périple à travers le canton.
Entre les deux derniers conflits, le général de Cugnac fut de toutes les cérémonies patriotiques et religieuses du canton. Pendant la Seconde Guerre mondiale, Marguerite de Cugnac était à Poitiers alors que son mari était au front. À l’été 1940, les autorités allemandes confisquent le domaine et en font une Mädchenschule (de). Les propriétaires revinrent à l’automne 1944. De retour, elle a entièrement refait l’intérieur du château qui avait été pillé et changé en caserne de jeunes filles. Des meubles et des tableaux du château ont été trouvés partout dans le canton. En 1949, le général fêta ses noces de diamant. Il reçut aussi à Aubigny le colonel de Gaulle et bien d’autres personnalités. Il décéda en 1956. Sa fille Chantal de Cugnac s’est mariée au comte Gaston de Vasselot de Régné (1893-1948). Ils ont eu quatre enfants dont l’une a épousé le comte Édouard de Montalembert (1917-2006) qui a légué le château à sa fille ainée Mme Marie-Odile d’Ornellas.

## Architecture
Le logis à un étage et un étage de combles est couvert d’un toit à faible pente. Une fenêtre à meneau sur un côté signe l’existence du château antérieur.
Le château a connu une restauration importante en 2012. Le toit a retrouvé sa toiture du XVIIIe siècle. Des tuiles canal rouge ont remplacé la toiture de tuile bleu foncé.

## Parc
De grands ifs taillés en cônes et des bordures de buis délimitent les parterres du jardin clos de murs, tandis que quatre grilles de fer forgé équilibrent la composition en ouvrant des perspectives. Ce jardin de buis est unique en Moselle et l’on dit que les ifs sont entretenus depuis plus de trois cents ans.
Les jardins d’Aubigny peuvent être visités pendant la belle saison, notamment lors des journées du patrimoine (3e week-end de septembre).

### Filmographie
- Aubigny, Mémoires de 1870, septembre 2011.